# Museu de l'Evolució Humana
El Museu de l'Evolució Humana, oficialment i en castellà Museo de la Evolución Humana, també conegut per les seves sigles MEH, està situat a la ciutat espanyola de Burgos i ha estat dissenyat per l'arquitecte Juan Navarro Baldeweg. Al solar sobre el qual es va edificar hi havia en segles passats el desaparegut Convent de Sant Pau de Burgos, de l'Orde dels dominics.
Forma part de la Xarxa de Museus Regionals de Castella i Lleó, juntament amb el (MSM) - Museu de la Siderúrgia i la Mineria de Castella i Lleó situat a Sabero (Lleó), el Museu d'Art Contemporani de Castella i Lleó (MUSAC), a Lleó i el Museu Etnogràfic de Castella i Lleó, situat a Zamora.
Des de la seva inauguració el 13 de juliol de 2010, i fins al dia 8 de juliol de 2011, el museu va rebre un total de 279.000 visitants, convertint-se així en el museu més visitat de Castella i Lleó, i apropant-se al 10è museu més visitat d'Espanya.
Constitueix la peça central del Complex de l'Evolució Humana. Arquitectònicament, el museu ha rebut més de 40 premis nacionals i internacionals.

## Objectiu
El projecte neix vinculat a la necessitat de conservar, inventariar i divulgar les restes arqueològiques procedents dels jaciments de la Serra d'Atapuerca, constituint un referent internacional en relació amb el procés evolutiu de l'home en els seus aspectes ecològics, biològics i culturals en seqüència cronològica.

## Arquitectura
Es tracta d'un edifici de grans dimensions, de planta rectangular, recobert en gran part de vidre.
A les façanes est i oest, compta amb una estructura metàl·lica de color vermellós, que constitueix un dels símbols del museu i del Complex de l'Evolució Humana, del qual forma part central.
L'accés al museu es realitza a nivell elevat, a través d'una rampa a la qual s'accedeix pel Paseo de Atapuerca, una àmplia zona per a vianants amb jardins, arbres i que permet baixar directament a la ribera del riu Arlanzón.
Un dels principals advantatges de fer servir vidre pels recobriments és que s'aconsegueix un edifici molt lluminós per dins, el que dona més sensació d'amplitud i disminueix la despesa energètica.
La museografia de l'espai fou encarregada a l'empresa Empty i la integració dels sistemes audiovisuals aplicats al projecte museogràfic fou executada per Sono Tecnología Audiovisual. El museu compta amb més de 25 projeccions de gran format, projecció circular de 360°, pantalles interactives i més de 50 fonts de vídeo. Tots el sistemes estan controlats i automatitzats, així com sincronitzats amb efectes especials.

## Edifici
El projecte de paisatgisme interior recrea l'escenografia del Jaciment arqueològic d'Atapuerca. A la part superior de les pastilles es crea una reproducció fidel de la serra.
La planta -1 es concep com el cor del museu. Un únic espai expositiu en el qual ubicar el complex arqueològic-paleontològic del jaciment de la Serra d'Atapuerca. El visitant pot trobar una reproducció de l'Avenc dels Ossos com un model tridimensional i didàctic. A l'interior de la primera pastilla s'ubica el Homo antecessor i els jaciments de Gran Dolina i Sima del Elefante.
La planta 0 està dedicada a la Teoria de l'evolució de Charles Darwin i la història de l'evolució humana. En aquesta planta es troba un punts més espectaculars del museu: 10 hiperrealistes reproduccions d'avantpassats de l'ésser humà, realitzades per l'escultora francesa Elisabeth Daynès. Les deu reproduccions exposades corresponen a:
- Australopithecus afarensis.
- Australopithecus africanus.
- Paranthropus boisei.
- Homo habilis
- Homo georgicus.
- Homo ergaster.
- Homo antecessor.
- Homo heidelbergensis.
- Homo neanderthalensis.
- Homo rhodesiensis.

També en aquesta planta es troba la reproducció de la popa del famós vaixell HMS Beagle en el qual Darwin va fer el seu famós viatge a les illes Galápagos. En aquesta planta el visitant pot trobar les característiques exclusives dels humans entre les quals es destaca el cervell.
La planta 1 dona resposta, des d'un punt de vista funcional, per què és la mateixa al caçador - recol·lector de fa 9000 anys, i no obstant això, tan diferents. L'accés a la planta de la cultura es realitza des de les rampes mecàniques. En aquesta planta es repassen les diferents fites de l'evolució de la cultura.
La planta 2 es recreen els tres ecosistemes fonamentals de l'evolució humana: la selva, la sabana i la tundra-estepa de l'última glaciació.

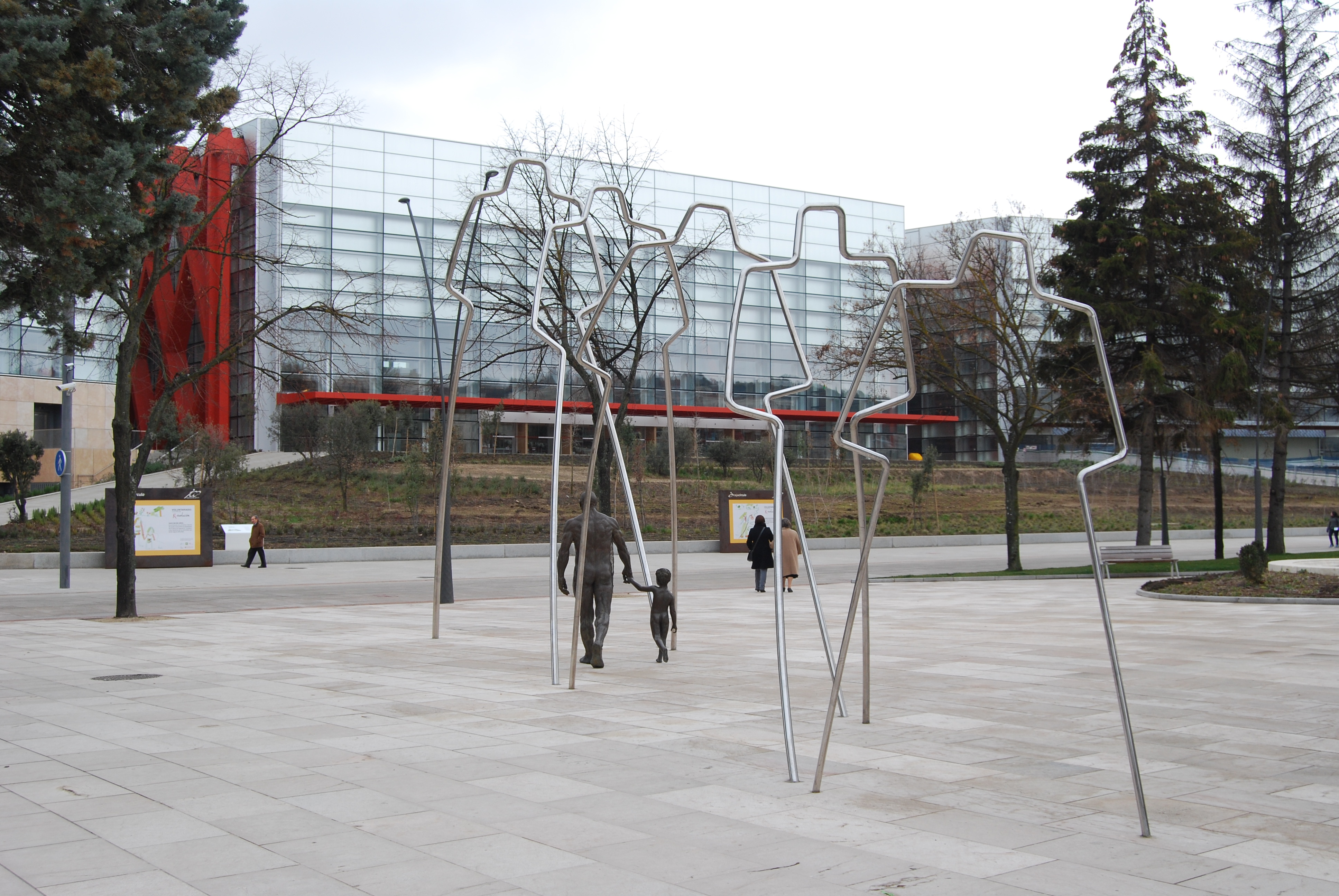
Grup escultòric "Camí de l'Evolució", de Cast Solano, amb el MEH de fons.
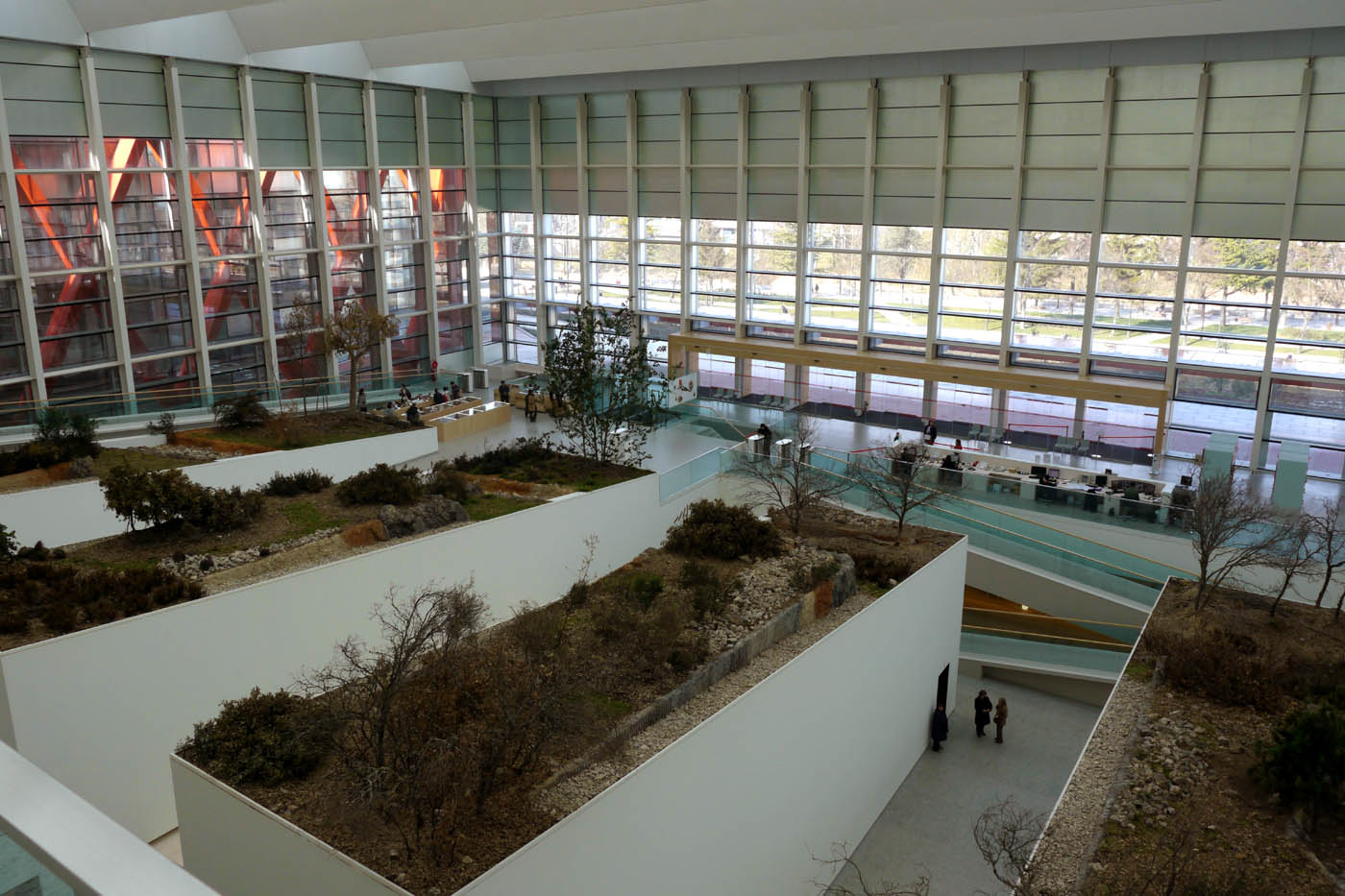
Recreació del paisatge de la Serra d'Atapuerca a l'interior del museu.
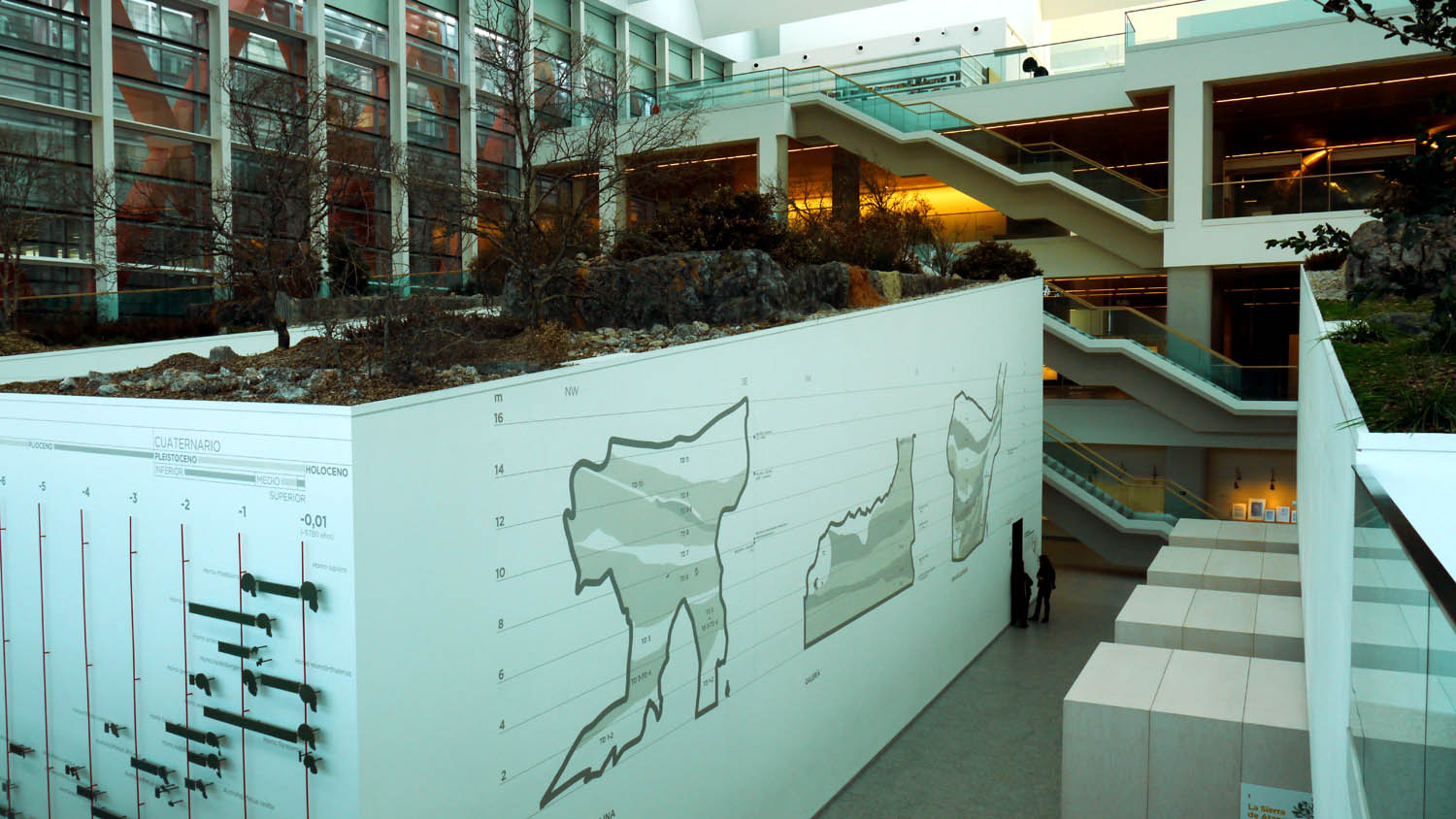
Recreació de la Serra d'Atapuerca i les coves.
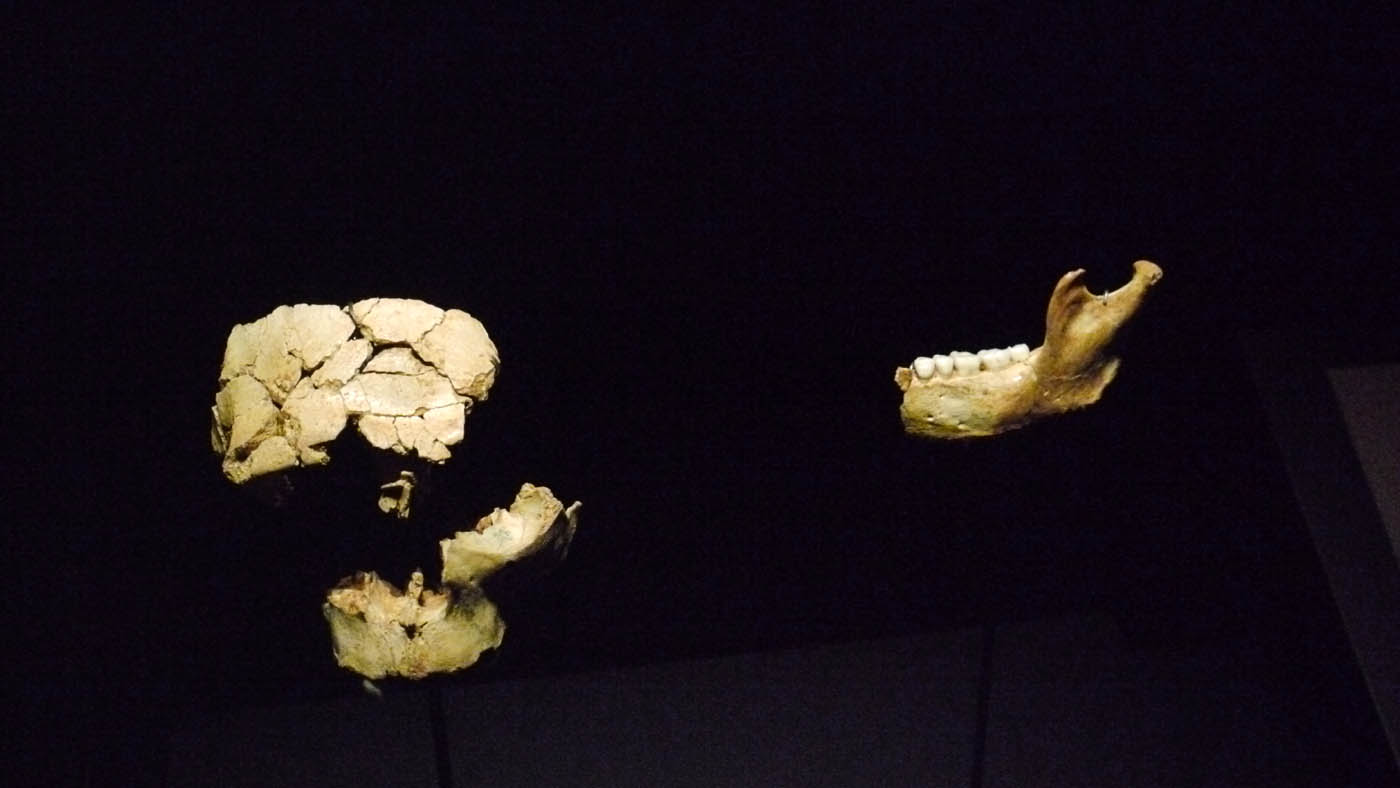
Restes originals del Homo antecessor al museu.